# Niepokoje wychowanka Törlessa (film)
Niepokoje wychowanka Törlessa (niem. Der Junge Törless) – niemiecko-francuski film dramatyczny z 1966 roku w reżyserii Volkera Schlöndorffa. Adaptacja powieści Roberta Musila pod tym samym tytułem. Zdjęcia kręcono w Grazu.

## Fabuła
Główny bohater Thomas Törless trafia do szkoły z internatem. Wkrótce po przybyciu jest świadkiem, jak jeden z uczniów Anzelm von Basini, jest upokarzany i maltretowany przez swoich rówieśników za rzekomą kradzież, jakiej miał się dopuścić.

## Obsada
- Mathieu Carrière - Thomas Törless
- Marian Seidowsky - Anselm von Basini
- Fred Dietz - Reiting
- Bernd Tischer - Beineberg
- Barbara Steele - Bożena
- Jean Launay - Nauczyciel matematyki
- Lotte Ledl - Gospodyni internatu